# Новобулаховка
Новобулаховка (укр. Новобулахівка) — село в Лутугинском районе Луганской области Украины. Под контролем самопровозглашённой Луганской Народной Республики. Входит в Ореховский сельский совет.

## География
В селе находится исток малой реки Сухая Ольховатая (Сухая Ольха), правого притока реки Ольховой.
Соседние населённые пункты: город Петровское, посёлки Штеровка, Степовое, Малониколаевка и Захидное на западе, село Елизаветовка на северо-западе, посёлки Мирное, Ясное на севере, Успенка, Лесное на северо-востоке, сёла Круглик, Шёлковая Протока, Ореховка на востоке, Зеленодольское на юго-востоке, Червоная Поляна и посёлок Колпаково на юге.

## Население
Население по переписи 2001 года составляло 155 человек.

## Общие сведения
Почтовый индекс — 92044. Телефонный код — 6436. Занимает площадь 1,25 км².

## Местный совет
92040, Луганская обл., Лутугинский р-н, с. Ореховка, ул. Ленина, 294; тел. 98-5-36